# Distributario

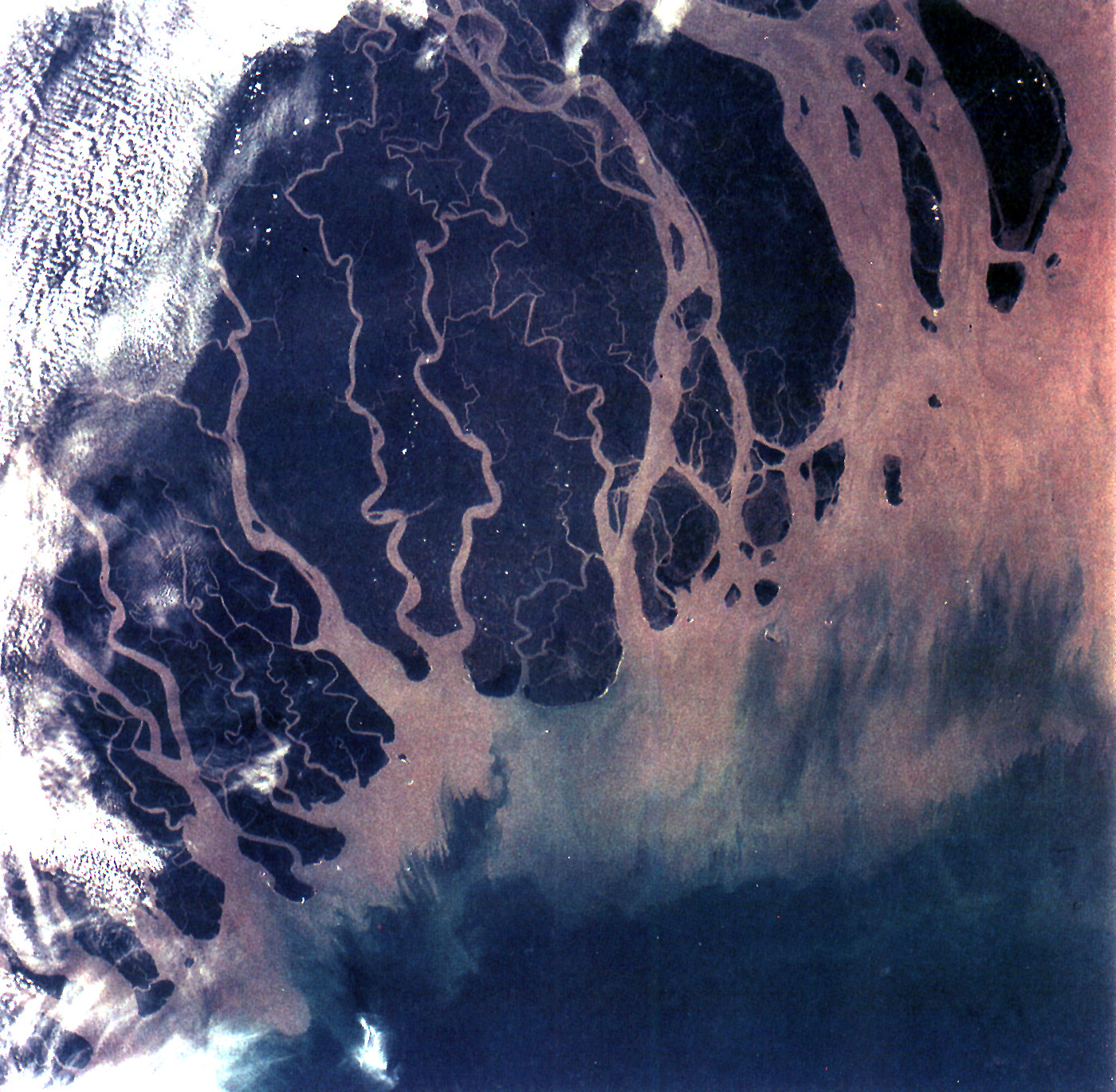
El delta del río Ganges, en la India y Bangladés, es uno de los deltas con más distributarios del mundo.

Un distributario, o un canal distributario, y también efluente, es una corriente de agua que se separa y aleja de una corriente principal. Son un accidente fluvial típico de los deltas de los ríos. El fenómeno se conoce también como bifurcación del río. Lo contrario de un distributario es un afluente o tributario, en que una corriente se une o desagua en otra corriente principal. Los distributarios suelen aparecer cuando una corriente se acerca a un lago, mar u océano, pero pueden ocurrir también en el interior, como en una cuenca endorreica, como sucede en el Delta del Okavango o cuando un afluente se bifurca cuando se acerca a la confluencia con una corriente más grande. En algunos casos, un distributario menor puede «robar» tanta agua del canal principal que puede llegar a convertirse en el cauce principal.

## Términos relacionados
Los términos habituales para nombrar los distributarios individuales son rama, ramal o brazo (en los países de habla inglesa arm y channel). Pueden referirse tanto a un distributario que no volverá a reunirse con el canal del que se separó (por ejemplo, los ramales Norte, Medio y Sur del río Fraser, o el canal Oeste del río Mackenzie), como a uno que sí lo hará (por ejemplo, el canal Annacis y el canal Annieville del mismo Fraser, separados por la isla de Annacis).
En Australia, el término anabranch se utiliza para referirse a un distributario que se desvía del curso principal del río y vuelve a unirse más tarde. En América del Norte, este fenómeno es conocido como corriente trenzada (braided stream).
Los ríos trenzados tienen en español el nombre de ríos anastomosados típicos de los ríos que bajan bruscamente de los Alpes, Andes, Montañas Rocosas y otras cordilleras del mundo y depositan bruscamente su carga de aluviones (grava, cantos rodados y otros aluviones) al alcanzar las llanuras circundantes.

## Ejemplos de distributarios

### América del Norte
En Luisiana, el río Atchafalaya es un distributario importante del río Misisipi. Debido a que el Atchafalaya toma una ruta más pronunciada hacia el golfo de México que el canal principal, ha capturado a lo largo de varias décadas más y más agua de la corriente del Misisipi, incluyendo la captura del río Rojo, que anteriormente era un afluente del Misisipi. La Estructura de Control del río Viejo (Old River Control Structure), una presa que regula la salida del Misisipi en el Atchafalaya, se completó en 1963 para prevenir que el Atchafalaya capturara el flujo principal del río Misisipi e inutilizara los puertos de Baton Rouge y Nueva Orleáns.
Un ejemplo de distributario de interior es el río Teton, un afluente del río Henrys Fork (a su vez fuente del río Snake) en Idaho, que se divide en dos canales distributarios, el North Fork y del South Fork, que se unen en el Henrys Fork a varios kilómetros de distancia.
El Arroyo Norte de los Dos Océanos (North Two Ocean Creek) se divide en dos distributarios, el arroyo Pacífico (Pacific Creek) y el arroyo Atlántico (Atlantic Creek), que desembocan en los océanos respectivos, al separarse en la divisoria continental en dos vertientes diferentes.

### América del Sur
El río Casiquiare es un distributario de interior o continental del Orinoco alto, que fluye hacia el sur en el Río Negro y forma un canal natural único entre los sistemas fluviales del Orinoco y el Amazonas. Es el río más grande del planeta que une dos sistemas fluviales importantes.

### Europa
- El río IJssel, el río Waal y el río Nederrijn (Bajo Rin) son las tres principales distributarios del río Rin.
- El río Akhtuba es un importante distributario del río Volga.
- El río Tärendö en el norte de Suecia, es realmente un distributario, lejos de la desembocadura del río. Comienza en el río Torne y termina en el río Kalix.

### Asia
En Asia central el río Wakhan es un distributarios interior del río Amu Daria en Afganistán. Otros notables distributarios son el río Kollidam, un distributario del río Kaveri; el río Hugli, un distributario del río Ganges, ambos en India. Además, el río Munneru es un distributario del río Krishna.

### África
- El río Nilo tiene dos distributarios, las ramas Rosetta y Damieta. De acuerdo con Plinio el Viejo, en tiempos antiguos tuvo hasta siete distributarios (que de este a oeste, eran llamados Pelusiaco, Tanitico, Mendesiano, Phatnitico, Sebennita, Bolbitine y Canópico).

- El río Okavango termina en un gran delta interior, el delta del Okavango, en el que hay muchos distributarios. Es un ejemplo de distributarios que no acaban en cualquier otro cuerpo de agua.